# Estrecho de Cabot
El estrecho de Cabot (del inglés: Cabot Strait); en francés: détroit de Cabot es un estrecho de mar localizado en la costa oriental de Canadá, entre el cabo de Ray, en la isla de Terranova, y el cabo del Norte, en la isla del Cabo Bretón. De aproximadamente 110 km de ancho, es la más ancha de las tres salidas que comunican el golfo de San Lorenzo con el océano Atlántico, siendo las otras dos el estrecho de Belle Isle y el estrecho de Canso. 
Se llama así en honor del navegante y explorador genovés Juan Caboto (c. 1450 – c.1499).

## Batimetría
La batimetría del estrecho es variada, ya que el canal Laurentian crea una fosa profunda que atraviesa su centro y contrasta con las comparativamente poco profundas aguas costeras cercanas a las islas de Terranova y de Cabo Bretón. Estas condiciones batimétricas han sido conocidas por los marinos al causa olas gigantes. La fuerte pendiente del canal Laurentian fue el lugar de un desastroso deslizamiento de tierra submarino en el extremo sureste del estrecho, causado por el terremoto de Grand Banks de 1929 y que provocó un tsunami que devastó las comunidades de la costa sur de Terranova y algunas partes de la isla de Cabo Bretón.

## Historia
El estrecho ha sido una vía de importancia estratégica a lo largo de la historia de Canadá y Terranova, y es también una ruta importante de transporte internacional, siendo la vía principal que une el Atlántico con los puertos interiores de la vía marítima del San Lorenzo (St. Lawrence Seaway) y de la vía navegable de los Grandes Lagos (Great Lakes Waterway).
El estrecho es cruzado a diario por el Marine Atlantic Ferry Service que enlaza los pequeños puertos de Channel-Port aux Basques (4319 hab. en 2006) y North Sydney (6775 hab. en 2001). Los ferries han estado operando a través del estrecho desde 1898 y un cable telegráfico submarino ya fue establecido en 1856 como parte del proyecto de cable telegráfico transatlántico.
Un desgraciado lugar famoso en el estrecho por sus naufragios durante la era de la navegación a vela es la isla de St. Paul, que llegó a ser denominado el "Cementerio del Golfo" [Graveyard of the Gulf (of St. Lawrence)].
En octubre de 1942, el U-boot alemán U-69 torpedeó y hundió el ferry de Terranova SS Caribou, matando a 137 personas. Luego, el 25 de noviembre de 1944, el HMCS Shawinigan (K136), fue torpedeado y hundido con toda su tripulación a bordo por el U-1228.